# Hans Kock
Pour les articles homonymes, voir Kock.
Hans Kock, né le 27 décembre 1920 à Kiel (Allemagne) et mort le 10 septembre 2007 à Kiel-Schilksee, est un sculpteur allemand.

## Récompenses et distinctions
- 2004 : Kultur- und Wissenschaftspreis der Stadt Kiel